# Kara Walker
Kara Elizabeth Walker, född 26 november 1969 i Stockton i Kalifornien, är en amerikansk konstnär. Hon arbetar med installationer, silhuettbilder, kollage, teckningar, målningar, performance, film, video, skuggteater, ljusprojektioner och animation. I sitt konstskapande undersöker hon begrepp som makt, ras och könsbaserade relationer.

## Biografi
Fadern Larry Walker ledde konstinstitutionen vid University of the Pacific i Stockton. Kara var 13 år när familjen flyttade till Georgia, en tid när hon inledde sitt konstnärliga intresse på rasmässiga frågor. 1991 avlade hon filosofisk kandidatexamen vid Atlanta College of Art, och tre år senare avlade hon en masterexamen vid Rhode Island School of Design.

### Yrkesverksamhet
I Rhode Island påbörjade Walker sitt arbete med silhuettkonst, i syfte att studera teman som slaveri, våld och sex, utifrån material som hon funnit i olika (populär)kulturella verk. Under 1990-talet presenterade hon sedan olika verk där hon lyfte fram scener hämtade från den amerikanska södern under slaverieran, inlett med verket Gone. Hennes bildmässiga användande av rasmässiga stereotyper väckte kritik, något som hon försvarade genom att påpeka behovet i hennes konst att berätta mycket genom förenklingar.

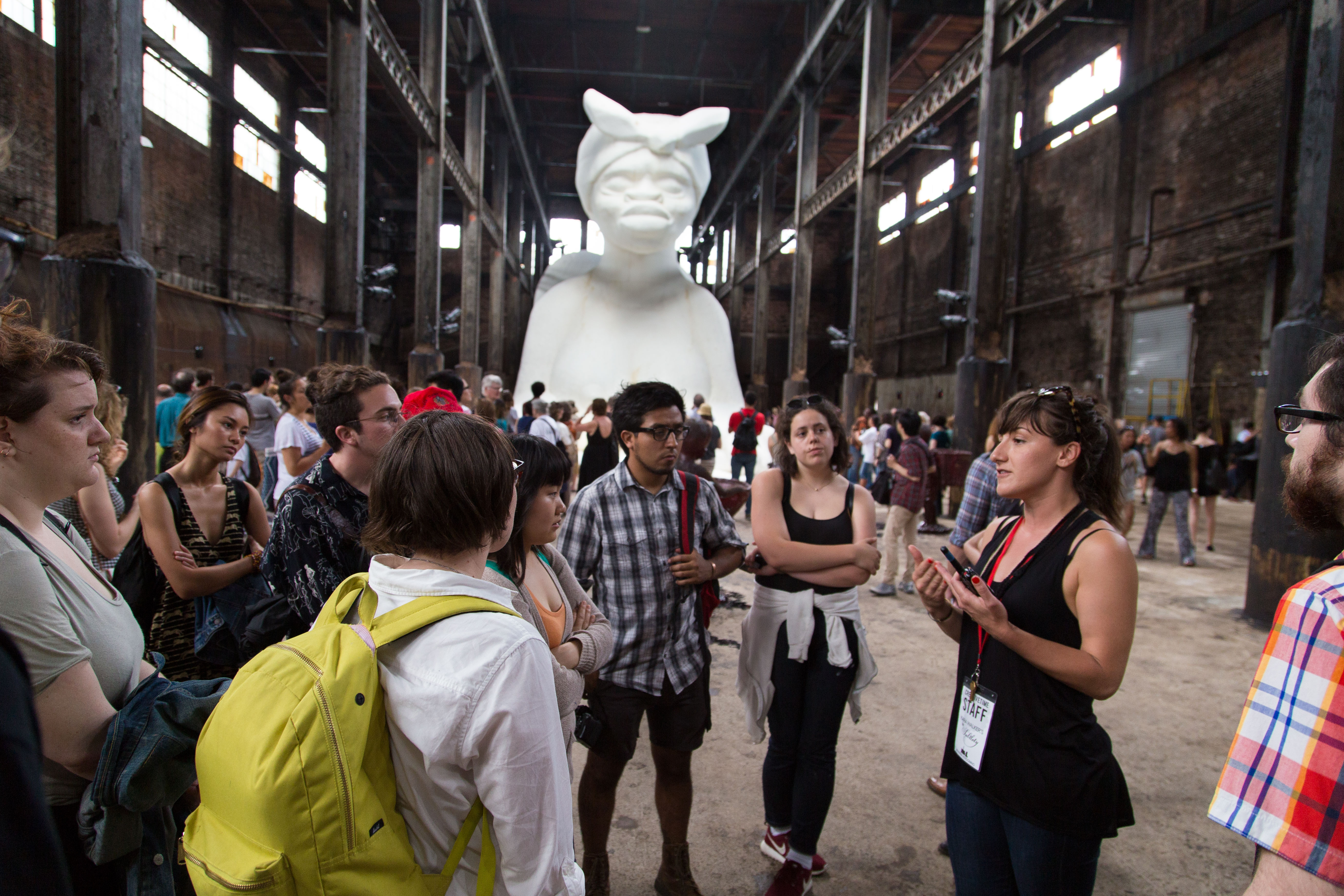
Besökare under visningen 2014 av det tillfälliga verket A Subtlety /…/ i det nedlagda sockerbruket Domino.

2002 tjänstgjorde Walker som USA:s representant vid São Paulos konstbiennal. Vid samma tid arbetade hon också vid School of the Arts, en del av Columbia University. Utställningen After the Deluge, inspirerad av orkanen Katrina, presenterades 2006 vid Metropolitan Museum of Art i New York.
Senare har Walker bland annat synts med vandringsutställningen My Complement, My Enemy, My Oppressor, My Love, producerad 2007 i samarbete med Walker Art Center i Minneapolis, och Rise Up Ye Mighty Race! (2013) vid Art Institute of Chicago.
2014 började Walker arbeta med skultur, till att börja med via en tillfällig installation vid det före detta sockerbruket Domino i Brooklyn i New York. Den knappt elva meter höga kvinnliga sfinxen, omgiven av små pojkar som fraktade varor, bar den fullständiga titeln A Subtlety, or the Marvelous Sugar Baby, an Homage to the unpaid and overworked Artisans who have refined our Sweet tastes from the cane fields to the Kitchens of the New World on the Occasion of the demolition of the Domino Sugar Refining Plant. Verket med den sockervita sfinxen, skapad av polystyren och 73 ton socker, fick positiv kritik för dess utmanande av frågeställningar kring slaveri, rasmässiga stereotyper och kvinnan som sexuellt objekt.